# TFAP2D
TFAP2D‏ (None) هوَ بروتين يُشَفر بواسطة جين TFAP2D في الإنسان.